# Xe điện nhanh Poznań
Xe điện nhanh Poznań (tiếng Ba Lan: Poznański Szybki Tramwaj, PST, không chính thức: PeSTka) là tuyến xe điện nhanh dài 8,1 kilômét (5,0 mi) trong thành phố Poznań, Ba Lan. Đường ray nằm trong một đoạn cắt hoặc trên một cầu vượt, các nút chuyển cho phép lái xe trên các đường ray liền kề. Các điểm dừng, giống như ga đường sắt, mỗi điểm có một bảng màu khác nhau. Tuyến tàu điện này được tạo ra để thay thế cho một tuyến tàu điện ngầm đắt tiền hơn. PST, khai trương vào năm 1997, liên kết các quận phía bắc đông dân cư của Winogrady và Piątkowo với trung tâm thành phố. Nó được phục vụ bởi các tuyến 12, 14, 15 và 16, cũng như tuyến đêm N201.

Bản đồ mạng lưới xe điện Poznań.
Đường PST
Phần mở rộng đang được xây dựng
Các tuyến xe điện

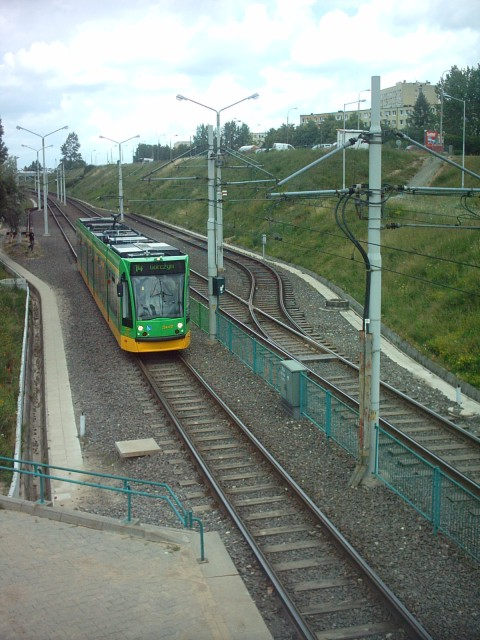
Tuyến 14 Siemens Combino tiếp cận trạm PST

## Hệ thống
- Chiều dài: 6,1 kilômét (3,8 mi)
- Số điểm dừng: 6
- Tốc độ tối đa: 70 kilômét trên giờ (43 mph)
- Công suất: 5000 người mỗi giờ
- Xe điện chạy cứ 2,5 phút một lần trong giờ cao điểm, nếu không cứ 5 phút một lần

## Thông tin

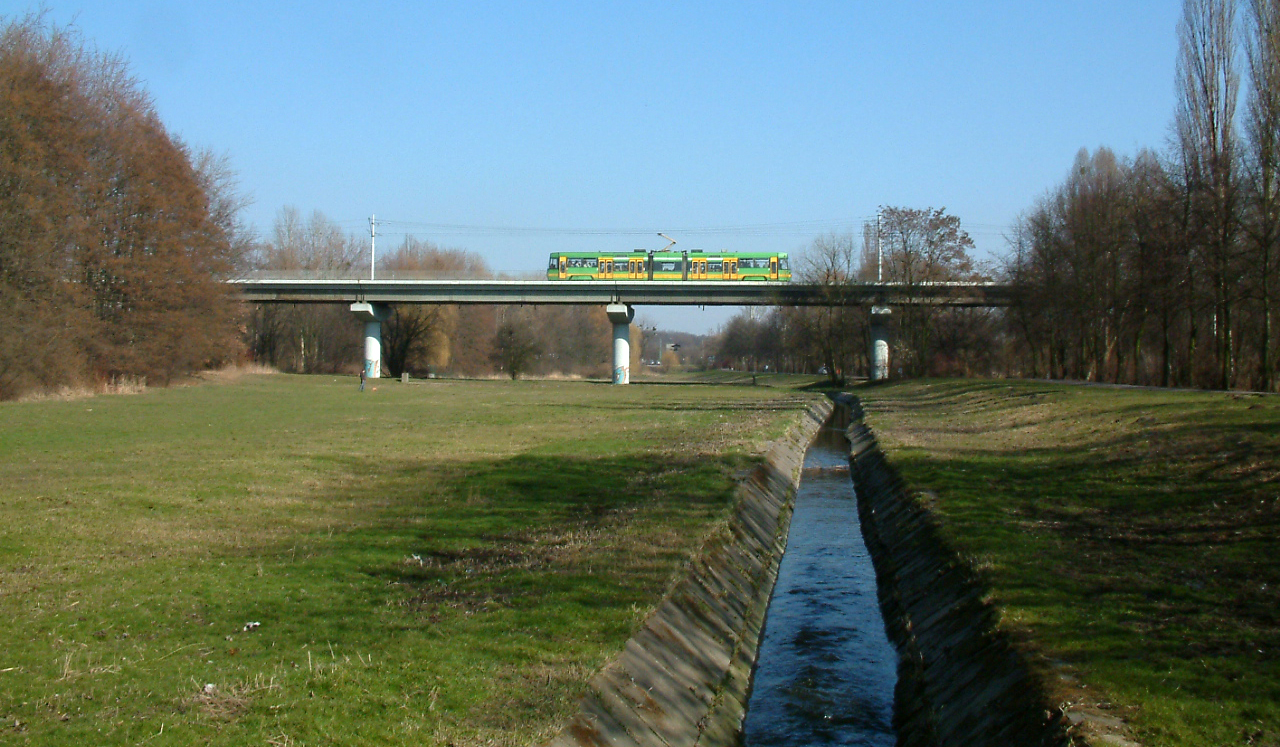
Một chiếc Tatra RT6N1 trên cầu vượt suối Bogdanka

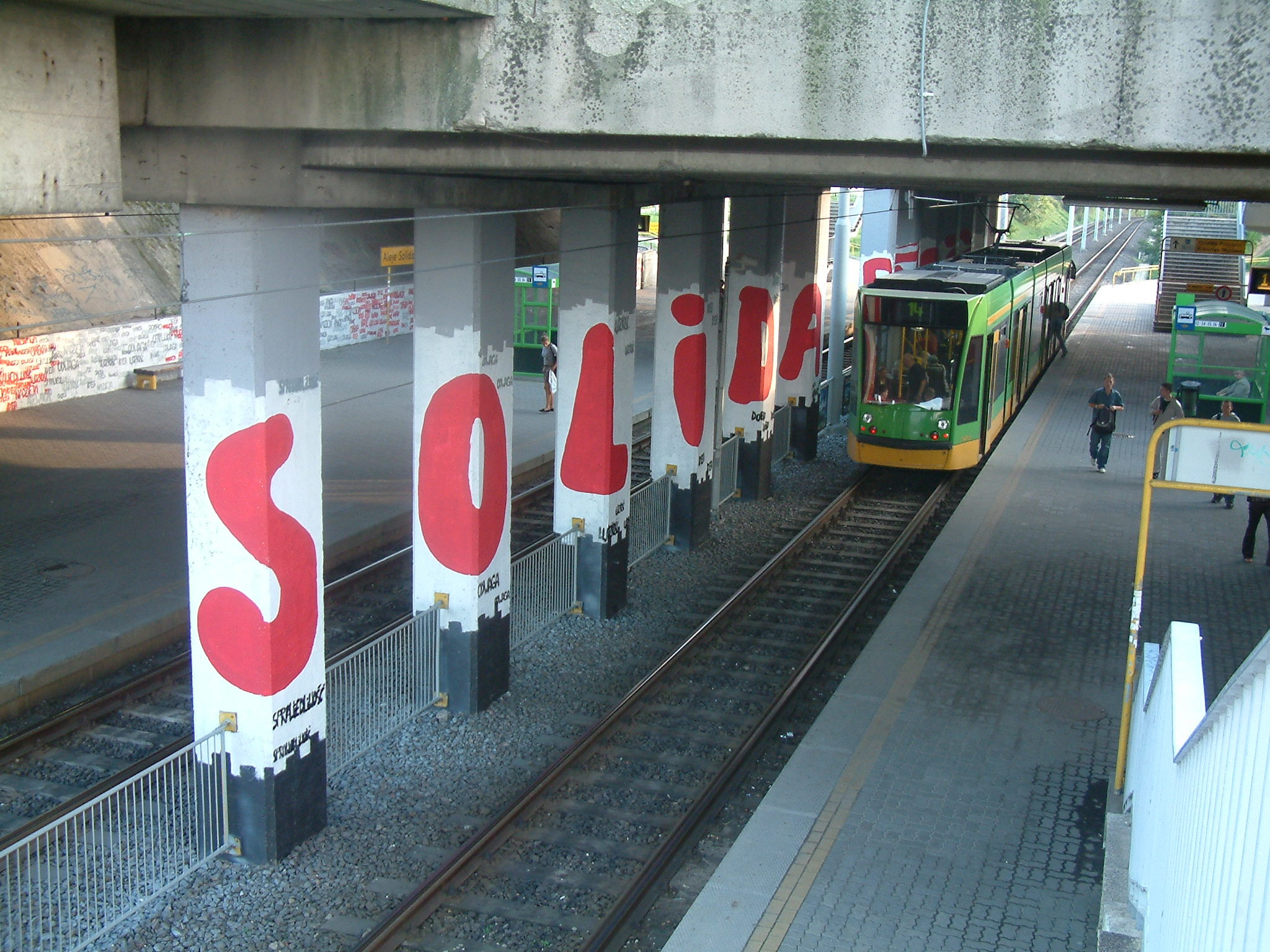
Một Siemens Combino tại nhà ga Aleje Solidarności

Poznań là một thành phố có 580.000 dân, với khoảng 200.000 người sống ở ngoại ô. Hầu hết các tòa nhà văn phòng của thành phố đều nằm ở trung tâm, trong khi hầu hết các tòa nhà công nghiệp nhẹ nằm ở khu vực trung tâm hoặc các vùng ngoại ô xung quanh thành phố. Do đó hầu hết các chuyến đi bằng phương tiện công cộng đều đến và đi từ trung tâm.

## Lịch sử
Công ty vận tải công cộng Poznań bắt đầu hoạt động kinh doanh vào năm 1880, với một vài chiếc xe do ngựa kéo. Vào thời điểm đó, thị trấn có khoảng 70.000 cư dân và không phát triển do các hạn chế xây dựng do chính quyền quân sự Phổ áp đặt khi tạo ra Festung Posen ("Poznań Stronghold"), xem Poznań ở Vương quốc Phổ (1793–1918).
Ngay sau khi công ty được thành lập, các giới hạn xây dựng đã được dỡ bỏ và thị trấn đã phát triển rất nhanh với khoảng 200.000 dân vào những năm 1920. Vào thời điểm đó, đã có một số ý tưởng ban đầu về việc tạo ra một tuyến riêng biệt nối trung tâm với một trong các quận phía bắc. Cả công nghệ và ngân sách đều không cho phép xây dựng một tuyến tàu điện như vậy, và tàu điện ngầm, như ở Berlin, sẽ là quá tham vọng và không cần thiết, vì vậy các kế hoạch đã bị gác lại.
Trong những năm 1960 và 1970, chính phủ cộng sản Ba Lan đã xây dựng các dãy căn hộ ở phía bắc và phía đông thành phố. Điều này tạo ra mật độ dân cư đông đúc và do đó nhu cầu đi lại cũng cao. Tuy nhiên, các quận này có giao thông công cộng kém: phải mất tới 45 phút đi xe buýt để đến trung tâm thành phố. Một khoảng trống mở ra cho việc xây dựng đường xe điện. Công việc xây dựng bắt đầu vào năm 1975, tiến triển rất chậm, cuối cùng bị đình trệ ở mức 60%  vào năm 1990, sau khi chủ nghĩa cộng sản sụp đổ. Việc xây dựng được tiếp tục vào năm 1993 và toàn bộ dự án đã sẵn sàng vào cuối năm 1996.
Ban đầu, tuyến đường này tách biệt khỏi mạng lưới tàu điện, với ga cuối ở trung tâm thành phố. Sau đó, một quyết định được đưa ra để kết nối với mạng lưới xe điện hiện có.

## Hiện nay

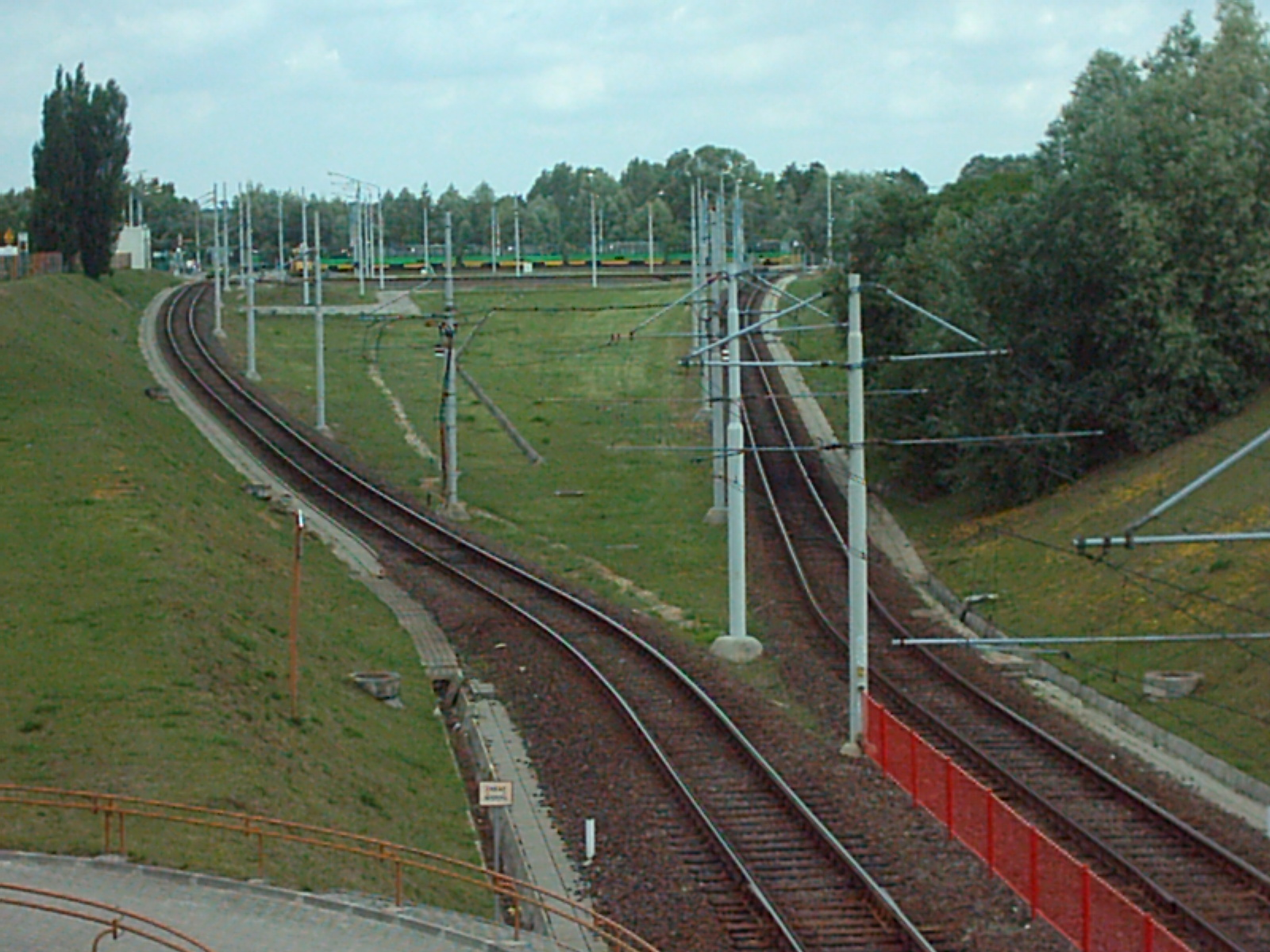
Ga cuối phía bắc PST, Os. Jana III Sobieskiego

Tuyến đường khai thông vào ngày 1 tháng 2 năm 1997. Thời gian di chuyển giữa các quận phía Bắc và trung tâm giảm từ khoảng 40 phút xuống còn khoảng 10-15 phút. Điều này, kết hợp với chỗ đậu xe hạn chế và phải trả phí ở trung tâm, đã góp phần tạo nên thành công lớn của tuyến, với tình trạng quá tải vào thời gian cao điểm. Năm 1999, một dịch vụ khác (số 16) đã được thêm vào, nhưng năng lực của hoạt động này đang đạt đến giới hạn. Với tuyến 16 mới, xe điện chạy cứ 2,5 phút một lần vào thời gian cao điểm và do tuyến này chưa được trang bị hệ thống bảo vệ đoàn tàu nên vì lý do an toàn, không thể có nhiều chuyến xe điện mỗi giờ hơn hiện tại.
Xe điện bị phá hoại và thiếu an ninh. Tuy nhiên, những vấn đề này đã giảm bớt khi lắp đặt camera giám sát. Dự án đã có tác động rất tích cực đến các cộng đồng mà nó phục vụ, làm cho họ trở nên hấp dẫn hơn đối với các nhà đầu tư và ngừng giảm dân số.
Một số tổ chức và công ty được phục vụ bởi xe điện, được liệt kê theo nhà ga, bao gồm: (những tổ chức được đánh dấu bằng dấu cộng (+) đã di chuyển trong khu vực chung sau khi tuyến này mở cửa):
- Słowiańska (xanh lá cây) - ký túc xá sinh viên, Tòa án Luật (+)
- Al. Solidarności (trước đây là Serbska; màu vàng) - 3 siêu thị (+), một tòa nhà văn phòng lớn (+)
- Lechicka / Poznań Plaza (trước đây là Lechicka; màu xanh lam) - siêu thị (+), trung tâm mua sắm Poznań Plaza (+)
- Kurpińskiego (màu cam) - ngân hàng (+), siêu thị nhỏ, phòng khám
- Szymanowskiego (đỏ) - siêu thị (+), và sự phát triển lớn của các khu chung cư hiện đại
- Osiedle Jana III Sobieskiego (ga cuối) - Khuôn viên Đại học Adam Mickiewicz

## Các tuyến chạy
| #                  | Điểm dừng |
| Tuyến thông thường | Tuyến thông thường |
| ------------------ | --- |
| 12                 | Hệ điều hành. JANA III SOBIESKIEGO - Trasa PST - Dworzec Zachodni - Głogowska - Most Dworcowy - Matyi - Królowej Jadwigi - Krzywoustego - rondo Rataje - Ludwika Zamenhofa - rondo Starołęka - Starołęcka - STAROŁĘKA |
| 14                 | Hệ điều hành. JANA III SOBIESKIEGO - Trasa PST - Dworzec Zachodni - Głogowska - GÓRCZYN |
| 15                 | Hệ điều hành. JANA III SOBIESKIEGO - Trasa PST - Roosevelta - Grunwaldzka - rondo Nowaka-Jeziorańskiego - Grunwaldzka - BUDZISZYŃSKA |
| 16                 | Hệ điều hành. JANA III SOBIESKIEGO - Trasa PST - Roosevelta - Hầu hết Teatralny - Fredry - Gwarna - Św. Marcin - Al. Marcinkowskiego - Podgórna - Dowbora-Muśnickiego - Mostowa - Kórnicka - Trasa Kórnicka - Piaśnicka - FRANOWO |
| Tuyến ban đêm      | |
| 201                | Hệ điều hành. JANA III SOBIESKIEGO - Trasa PST - Hầu hết Teatralny - Roosevelta - Fredry - Gwarna - Św. Marcin - Al. Marcinkowskiego - Podgórna - Dowbora-Muśnickiego - Mostowa - Most Św. Rocha - Kórnicka - Trasa Kórnicka - Hệ điều hành. LECHA - Górny Taras Rataj - Hetmańska - rondo Starołęka - Zamenhofa - rondo Rataje - Jana Pawła II - Kórnicka - Nhất. Rocha - Mostowa - Dowbora-Muśnickiego - Podgórna - Al. Marcinkowskiego - 27 Grudnia - Fredry - Roosevelta - Trasa PST - OS. JANA III SOBIESKIEGO |

## Sự phát triển tương lai
Các mạng lưới xe điện nhanh tương tự cũng tồn tại ở các nơi khác trên thế giới - cụ thể là ở Vienna, Amsterdam và Brussels - trong khi một số thành phố khác, bắt đầu từ Karlsruhe, đã sử dụng các tuyến đường sắt trên trục chính để mở rộng mạng lưới xe điện của họ. Tuy nhiên, những thành phố đó lớn hơn nhiều và đã tiến xa hơn theo hướng phát triển xe điện thành phương tiện đi lại kiểu tàu điện ngầm, nặng hơn. Do đó, điều quan trọng là chính quyền Poznań phải tự mình tìm hiểu xem chương trình sẽ thành công như thế nào.
Khi chương trình đã thành công, một phần mở rộng khác bắt đầu vào đầu năm 2005, kết nối trung tâm thành phố với các quận cao tầng phía đông. Nó không thực sự là một tuyến xe điện nhanh trên cùng quy mô, nhưng sự thành công của chương trình đầu tiên đã thúc đẩy chính quyền chuyển đổi một tuyến hiện có thành một tuyến nhanh hơn.